# Stipe Javor
Stipe (Stjepan) Javor (Brinje, 27. studenoga 1877. –  Srijemska Mitrovica, 27. ožujka 1936.),bio je hrvatski radikalni nacionalistički političar i aktivist, poznat kao jedan od osnivača i istaknutih članova ustaškog pokreta u njegovom najranijem razdoblju. Radio je kao trgovac vatrogasnom opremom.

## Životopis
Stjepan Javor rodio se u Brinju 27. studenoga 1877. godine. U rodnom mjestu završio je četiri razreda pučke škole. U to vrijeme, Hrvatskom je vladao ban Károly Khuen-Héderváry. U svojoj šesnaestoj godini otišao je raditi u inozemstvo na više mjesta u Austro-Ugarskoj, Srbiji i Njemačkoj. Uštedio je dosta novaca i vratio se u Hrvatsku. Otvorio je trgovinu vatrogasnom opremom i poslovao sa svim hrvatskim krajevima, uključivši i Bosnu i Hercegovinu. Tako postaje poznat i ugledan čovjek u hrvatskomu narodu, osobito u gradu Zagrebu. Stupio je u Hrvatsku stranku prava 1920. godine. Ubrzo je postao jedan od najaktivnijih ljudi stranke. Njemu je bila povjerena koordinacija rada pravaške omladine. 
Atentat u beogradskoj Narodnoj skupštini 20. lipnja 1928. na Stjepana Radića te skora smrt 8. kolovoza iste godine stvorili su novu političku i psihološku situaciju u hrvatskom narodu unutar Kraljevine SHS. Posljedica toga bilo je revolucionarno gibanje među hrvatskom mladeži raznih političkih usmjerenja. Tijekom listopada stvorena je organizacija Hrvatski domobran, čiji je član bio i Stjepan Javor. Osnovan je i tajni Ustaški pokret, s ciljem oružane borbe protiv srpske diktature. Među njegovim osnivačima bio je i Stjepan Javor. Da ne budu uhićeni iz domovine bježe Branimir Jelić, Gustav Perčec i Ante Pavelić. K njima se u izbjeglištvu postupno pridružuju August Košutić i Juraj Krnjević te desetak hrvatskih sveučilištaraca i radnika. Stjepan Javor ostao je u Zagreb i održavao komunikaciju s njima. Godine 1929., Javor se u Beču sastao s Pavelićem, da ga izvjesti o prilikama u Zagrebu.
Jugoslavenske vlasti uhitile su Stjepana Javora 31. listopada 1929. godine zajedno s Markom Hranilovićem i Matijom Soldinom, zbog organiziranja oružane borbe za osamostaljenje Hrvatske od Jugoslavije. U tamnici su ih krvnički mučili. Ušavši u sudnicu, na početku glavne rasprave, Javor je, na zaprepaštenje sudskoga vijeća, klicao Hrvatskoj, što su ostali optuženici prihvatili. Jedan od njegovih odvjetnika bio je Vladko Maček. Hranilović i Soldin osuđeni su na smrt vješanjem, a Stjepan Javor na 20 godina robije.
Robijao je u Lepoglavi i Srijemskoj Mitrovici. Štrajkao je glađu. Bio je zlostavljan u zatvoru. Umro je od upale pluća u Srijemskoj Mitrovici 27. ožujka 1936. godine.
Pokopan je na Mirogoju u arkadama, gdje su pokopani i Stjepan Radić, Pavao Radić, Đuro Basariček i Milan Šufflay. Na njegovom sprovodu bilo je oko 100.000 ljudi. Policija je pucala pa je jedan mladić Dragutin Kraljić poginuo od rana sljedeći dan, a nekoliko je ranjeno. Za vrijeme NDH-a, po njemu se zvala današnja Praška ulica u Zagrebu.